# Heinrich C. Berann

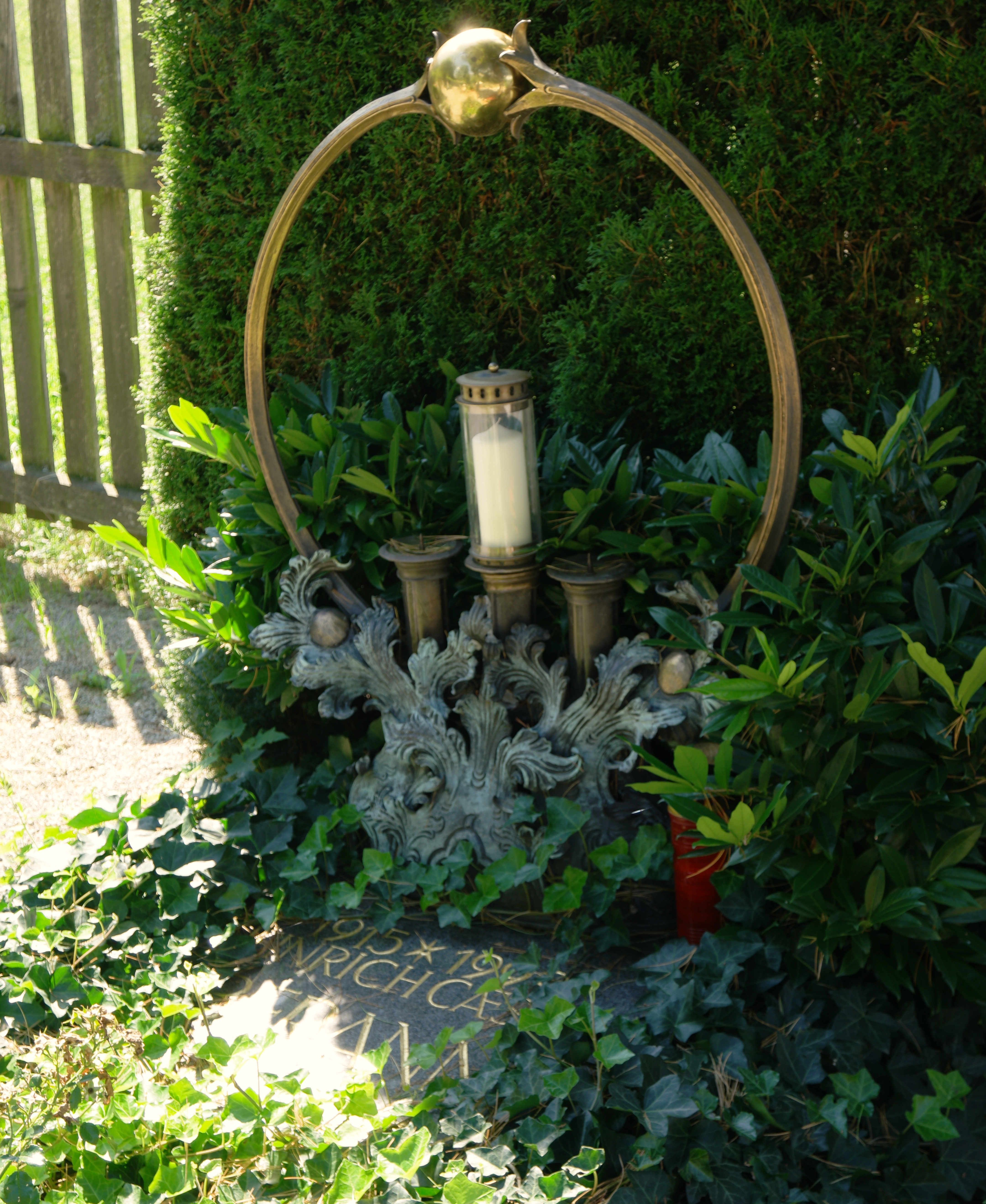
Grab von Heinrich Caesar Berann auf dem Neuen Friedhof Mühlau, Innsbruck

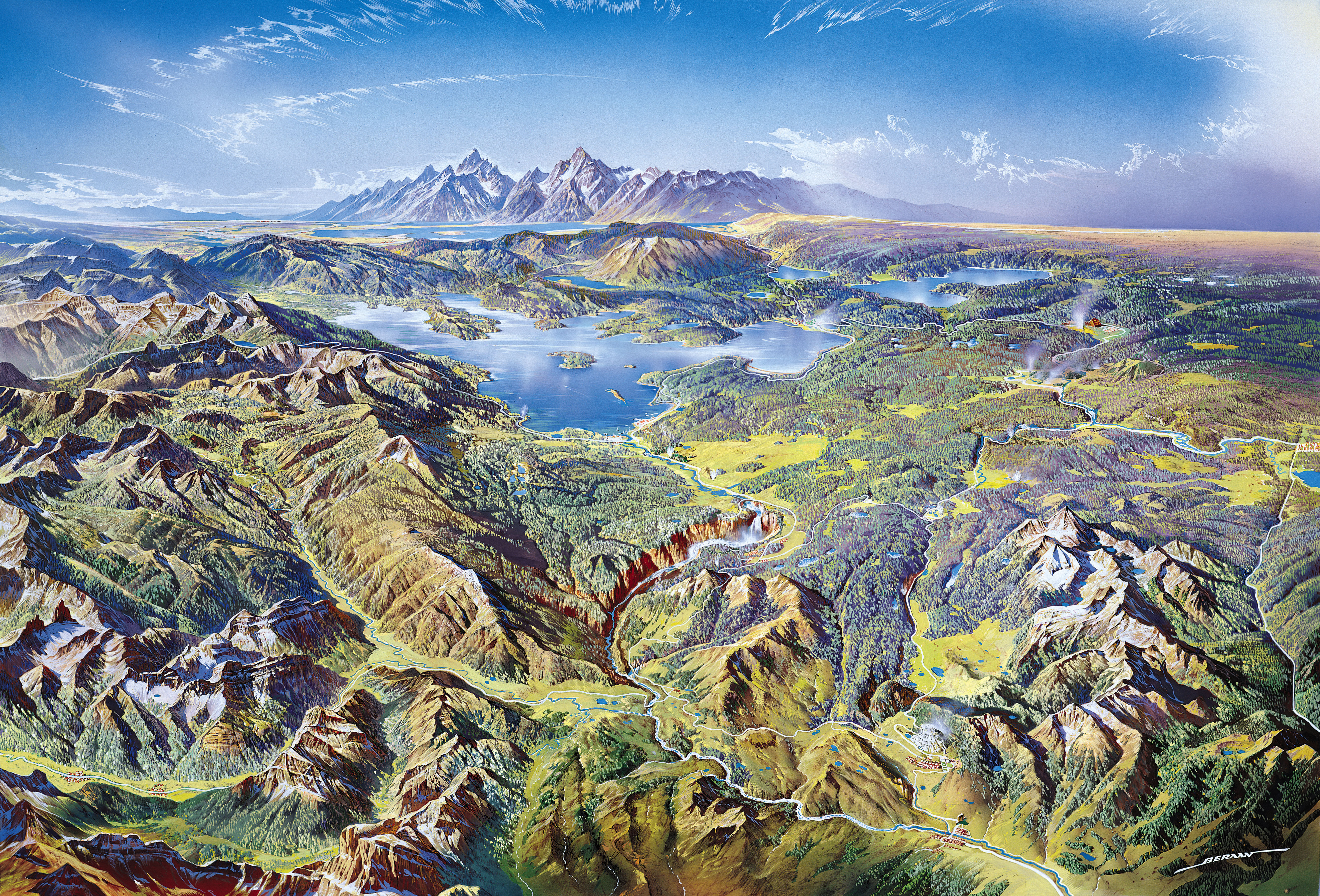
Panorama des Yellowstone-Nationalparks von Norden aus gesehen

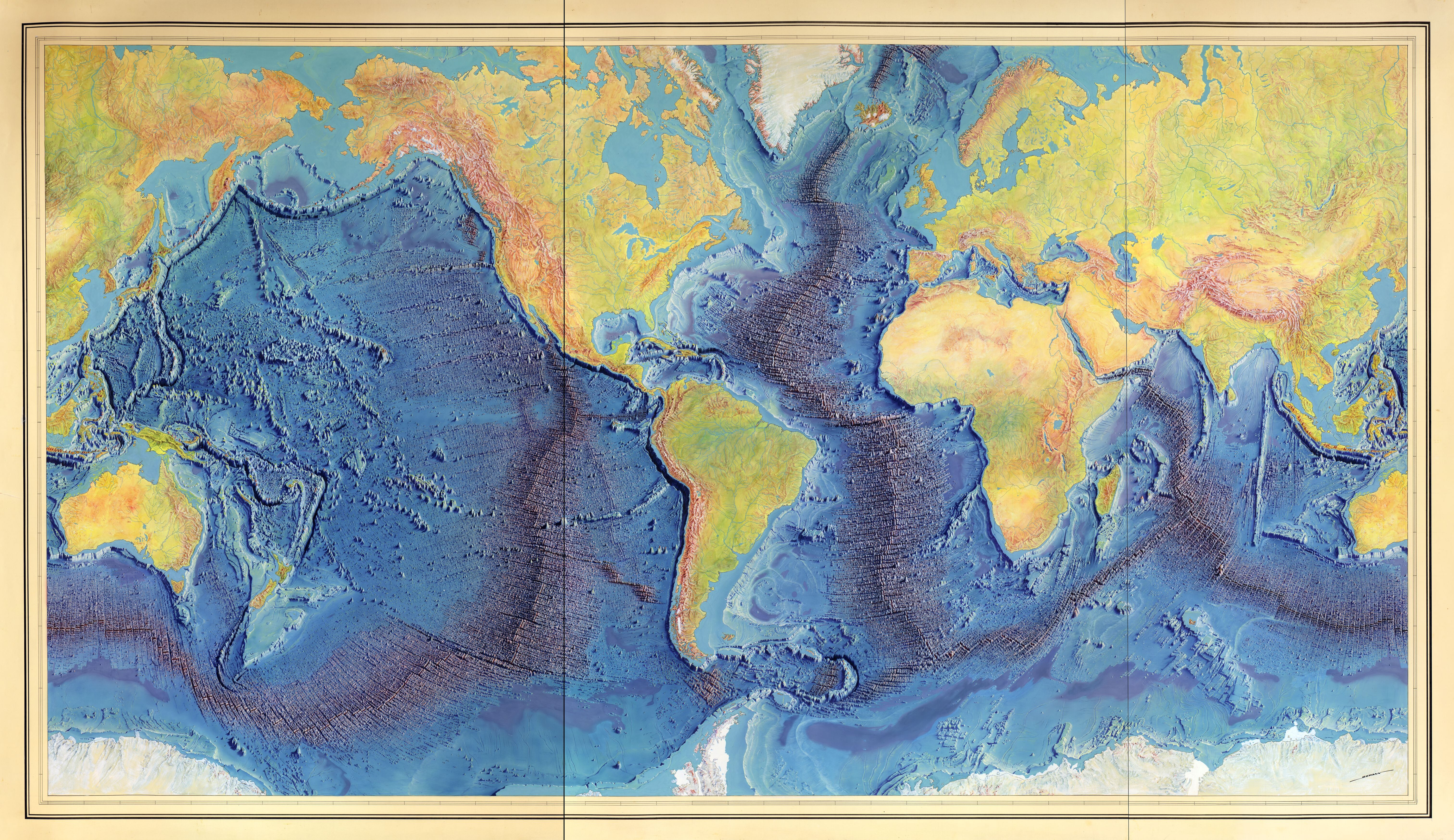
Weltkarte des Meeresgrundes nach Heezen-Tharp, gezeichnet von Berann

Heinrich Caesar Berann (* 31. März 1915 in Innsbruck; † 4. Dezember 1999 in Lans, Tirol) war ein österreichischer Grafiker. Seine Panoramakarten, die moderne Kartografie mit klassischer Malerei kombinierten, auf denen das Relief der Gebiete künstlerisch hervorgehoben ist, fanden weltweite Verbreitung.
H.C. Berann, Sohn einer Familie etablierter Innsbrucker Maler und Bildhauer, absolvierte die Bundeslehranstalt für Malerei in Innsbruck in den Jahren 1930 bis 1933. Nach Abschluss arbeitete er als freier Künstler und Designer bis zu seinem Durchbruch im Jahr 1934, als er den ersten Preis bei einem Wettbewerb zur Gestaltung der Panoramakarte der neu eröffneten Großglockner-Hochalpenstraße gewinnen konnte. Nach dem nationalsozialistischen Anschluss Österreichs schuf Berann auch konformistische Arbeiten, so etwa das Plakat der NS-Winterkampfspiele, die im Februar 1939 in Villach stattfanden. Berann war Angehöriger der SA und 1942 in Dresden auf der Kunstausstellung der SA vertreten. 1943 und 1944 war er auf der Großen Deutschen Kunstausstellung in München vertreten. Dabei zeigte er 1944 Bilder, die er im Kriegseinsatz an der Ostfront geschaffen hatte, darunter das Ölgemälde "Tundra" und die Lithografie "Mitternachtssonne an der Barentssee".
In den folgenden Jahren konnte er seinen einmaligen Stil verfeinern, der richtungsweisend für heutige Panoramakarten war. Seine internationalen Erfolge von mehreren hundert Karten waren neben den Panoramakarten für verschiedene Olympische Spiele auch bekannte Werke für die National Geographic Society.
Er starb im Alter von 84 Jahren im Tiroler Ort Lans, wo er seit 1952 gelebt hatte. Seine Arbeit wird von seinem Schüler und langjährigen Assistenten Heinz Vielkind mit einem eigenen Studio weitergeführt.